# EYM Trio
EYM Trio est un groupe de jazz français, originaire de Lyon, en Rhône-Alpes. Il est composé d'un piano, d'une contrebasse et d'une batterie. Le groupe a l'habitude d'intégrer dans leur musique des influences venues d'ailleurs, inspirées de leurs tournées.

## Biographie

### Formation et compositions
Originaire de Lyon, EYM Trio est formé en 2011 de la rencontre du pianiste Elie Dufour avec le contrebassiste Yann Phayphet et le batteur Marc Michel. Le nom du trio correspond ainsi aux premières lettres des prénoms des membres du groupe. EYM Trio est depuis des années un concept à géométrie variable composé d'un noyau dur de trois musiciens. Ils ont collaboré avec Marian Badoï (Roumanie), Mohamed Abozekry (Égypte), Mirande Shah (Inde), Gilad Hekselman (États-Unis), Toby Hack (Australie), Quinn Oulton (Royaume-Uni), Anne Sila (France), Kadam et Raina Parikh (danseurs de Kathak, Inde), Sapan Anjaria (Inde), Ikram Khan (Inde).
Avec plus de 350 concerts dans une vingtaine de pays, EYM expérimente sans cesse. Grâce à leurs tournées, les trois musiciens s’amusent avec des éléments de langage de musiques venant des quatre coins du monde.

### Premiers concerts etGenesi(2011—2015)
Le groupe se produit pour la première fois sur la scène de l’Amphithéâtre de l'Opéra de Lyon en 2011. Elie Dufour au sujet de cette période, raconte : « Nous jouions dans tout type de lieux, des clubs de jazz, des pubs, des théâtres, des festivals... partout où nous pouvions jouer. Je pense que c'était un bon moyen de commencer notre carrière ». Le groupe réalise ainsi une cinquantaine de concerts entre 2011 et 2013.
EYM enregistre un premier album, Genesi, en 2013 au studio Artesuono, Udine, en Italie. Une coproduction avec la ville du Havre, Le Golden Jazz Trophy et le festival Moz'Aïque, sous l'impulsion de Yann Le Boulba. Ils travaillent sur ce disque avec l'ingénieur du son Stefano Amerio (nommé 51 fois aux Grammy Awards). L'album sortira à la fin de l'année 2013 et marquera le début d'une collaboration avec l'agence italienne basée à Venise, Up Music, dirigée par Michela Parolin. Genesi est un album acoustique, selon Elie Dufour : « l'album est à 90% instrumental, on peut nous entendre chanter des chœurs sur le morceau Break Astral ». L'album auto produit est distribué au Japon par Disk Union. Hane Tomotala de Disk Union déclare quant à elle que Genesi est « sans contredit un album magistral ». De cet album, le morceau Grand-pas est plébiscité par le public.
La tournée Genesi ouvre les frontières avec près de cent concerts en Europe entre 2013 et 2015. En 2014, ils sont sélectionnés pour un live complet sur France Musique, depuis l'Upercut Jazz Club de Marseille, (émission Jazz Club d'Yvan Amar). En 2015, EYM trio part en Angleterre pour réaliser une série de vidéos à la Royal Academy of Music de Londres, où sera réalisé le clip d'un de leur morceaux phare : Le Lours de kuala Lumpur. Ils reçoivent cette année là, le 1er prix du concours national de jazz de La Défense, Le 1er prix du concours de jazz à Saint Germain-Des-Près, et reçoivent trois prix lors de la Gexto Internationale Jazz Competition.

### Khamsin(2016—2017)
En 2016, le trio revient avec un nouvel album, Khamsin, traduction de « cinquante » en arabe, aussi le nom d'un vent chaud et sec provenant d’Égypte et allant jusqu'au nord du Liban. L'album est enregistré au studio de Meudon, mixé par Clément Gariel, il paraîtra en novembre 2016. Une coproduction entre Kollision Prod, La Défense Jazz Festival, le département des Hauts-de-Seine, distribué en France par L'Autre Distribution, par Disk Union au Japon. Le trio invite sur ce projet le oudiste égyptien Mohamed Abozekry et l'accordéoniste tzigane Marian Badoï.
L'album défend un Jazz moderne toujours acoustique, coloré par les influences des deux invités. Ils signent cette année là avec l'agence française Kollision Prod, dirigée par Julien Arnaud. Khamsin se verra sélection FIP en novembre 2016 : « les membres du trio embarquent l'auditeur avec bonheur et subtilité dans leur jazz où le swing navigue sur le Nil et danse au cœur des Carpates », révélation au Jazz Magazine, « groupe de l'année » dans The Bridge, « album du jour » sur TSF Jazz, playlist Air France, à la une de l'Open Jazz d'Alex Dutilh sur France Musique, la récréation de Vincent Josse sur France Inter. Marcus Gon, Night Groove, déclare quant à lui : « Certains se délecteront de la virtuosité du jeux des trois musiciens qui n’est plus à défendre, lorsque d’autres apprécieront cette musique où les sensations sont privilégiées et touchent l’âme de manière universelle ».
Ils partent présenter l'album Khamsin en Europe et en Asie avec une centaine de concerts dans 15 pays en 2016-2017. On les verra pour l'occasion sur les scènes du Tokyo Jazz Festival, Calcutta Jazz Festival, La Défense Jazz Festival, et au Nakasu Jazz Festival.

### SādhanaetNomad' Sessions(depuis 2017)
En 2017, ils rencontrent en Inde la chanteuse Mirande Shah, à Bombay, une virtuose de la musique classique indienne, avec qui ils commencent une collaboration en vue d'un troisième album. Ils intègrent ainsi des éléments de musique indienne à leur répertoire. Cette même année, EYM Trio est sélectionné pour le festival international Jazzahead! en Allemagne. Ils rencontrent à cette occasion le guitariste Gilad Hekselman, qui sera le deuxième invité sur l'album à suivre. Ils signent en édition fin 2017 avec Melmax Music, dirigée par Philippe Daniel. En 2018, EYM Trio enregistre ce troisième album, dans le sud de la France, au studio Recall, mixé par Philippe Gaillot et masterisé par Nate Wood. L'album est une coproduction entre Kollision Prod et Melmax Music.
Sādhana sort le 21 septembre 2018 et pour l’occasion, le groupe se produit en concert au Studio de l’Ermitage. L’album plaît à la critique, dont Mezzo qui va le mettre dans son top 5 des albums jazz du mois d’octobre 2018. Une tournée internationale commence au même moment. Le nom hindou « Sādhana » peut se traduire par le fait de « se fixer pour objectif d’apprendre quelque chose de nouveau chaque jour ». Ainsi, le tire du disque annonce l’état d’esprit qui a animé le processus de création de l’album. Le terme Sādhana évoque aussi la répétition d’un même motif jusqu’à la perfection. L’album assume plusieurs influences et rappelle des artistes tels que GoGo Penguin. La voix de Mirande Shah résonne depuis l’Inde sur trois titres, Vakratunda, Namaste! et Left Alone. L’album fait aussi référence à un jazz moderne sur les deux compositions du batteur Marc Michel, I'm Travelling Alone et Still Standing, dans lesquels le trio invite le guitariste new-yorkais Gilad Hekselman. La syntaxe musicale du groupe puise aussi dans d’autres univers. Ainsi dans ses deux compositions, Borders et Paradiso Perduto, Elie Dufour explore au piano des univers qu’on devine issus d’un orient proche de la Méditerranée. Sur scène, ils jouent cet album également avec la chanteuse indienne Varijashree Venugopal et le guitariste new-yorkais Mike Moreno.
En septembre 2019, ils débutent la web série Nomad’ Sessions composée de 5 épisodes, qui est un projet globetrotteur et autogéré de musique live disponible en exclusivité sur YouTube. Le concept est d’enregistrer à l’occasion de leur tournée mondiale des lives uniques dans la rue, la nature ou autres lieux atypiques. Pour cela, ils partent équipés de matériel audio et vidéo HD.
Les Nomad’ Sessions débutent par un live au large de Venise de Wall of Sant’Andrea, un nouveau titre qui sort en single pour l’occasion. Le deuxième épisode est une version de Gingko Biloba tiré de l’album Khamsin, dans les rues de Bangalore en Inde. Les trois autres épisodes reprennent des titres de Sādhana : le troisième est un live de I'm Travelling Alone sur le volcan indonésien Tangkuban Parahu sur l'île de Java alors que le quatrième présente Still Standing à Manhattan. Pour le dernier épisode paru en août 2020, le trio reprend Paradiso Perduto sur la plage de Pantai Ngrenehan en Indonésie.